# Olympische Sommerspiele 2000/Radsport
Bei den Olympischen Sommerspielen 2000 in der australischen Metropole Sydney wurden im Radsport insgesamt 18 Wettbewerbe ausgetragen, elf für Männer und sieben für Frauen.
Zwölf Wettbewerbe fanden auf der Bahn im Dunc Gray Velodrome statt, vier auf der Straße und zwei Mountainbikerennen im Gelände.

## Männer

### Bahn

#### Sprint
| Platz | Land | Athlet           |
| ----- | ---- | ---------------- |
| 1     | USA  | Marty Nothstein  |
| 2     | FRA  | Florian Rousseau |
| 3     | GER  | Jens Fiedler     |

#### 1000 m Zeitfahren
| Platz | Land | Athlet        | Zeit              |
| ----- | ---- | ------------- | ----------------- |
| 1     | GBR  | Jason Queally | 1:01,609 min (OR) |
| 2     | GER  | Stefan Nimke  | 1:02,487 min      |
| 3     | AUS  | Shane Kelly   | 1:02,818 min      |

#### 4000 m Einerverfolgung
| Platz | Land | Athlet        | Zeit              |
| ----- | ---- | ------------- | ----------------- |
| 1     | GER  | Robert Bartko | 4:18,515 min (OR) |
| 2     | GER  | Jens Lehmann  | 4:23,824 min      |
| 3     | AUS  | Bradley McGee | 4:19,250 min      |

#### Punktefahren
| Platz | Land | Athlet         | Punkte |                |
| ----- | ---- | -------------- | ------ | -------------- |
| 1     | ESP  | Joan Llaneras  | 14     |                |
| 2     | URU  | Milton Wynants | 18     | 1 Runde zurück |
| 3     | RUS  | Alexei Markow  | 16     | 1 Runde zurück |

#### Keirin
| Platz | Land | Athlet           |
| ----- | ---- | ---------------- |
| 1     | FRA  | Florian Rousseau |
| 2     | AUS  | Gary Neiwand     |
| 3     | GER  | Jens Fiedler     |

#### Olympischer Sprint
| Platz | Land | Athleten                                      | Zeit     |
| ----- | ---- | --------------------------------------------- | -------- |
| 1     | FRA  | Laurent Gané Florian Rousseau Arnaud Tournant | 44,233 s |
| 2     | GBR  | Chris Hoy Craig MacLean Jason Queally         | 44,680 s |
| 3     | AUS  | Sean Eadie Darryn Hill Gary Neiwand           | 45,161 s |

#### Madison
| Platz | Land | Athleten                         | Punkte |
| ----- | ---- | -------------------------------- | ------ |
| 1     | AUS  | Brett Aitken Scott McGrory       | 26     |
| 2     | BEL  | Matthew Gilmore Etienne De Wilde | 22     |
| 3     | ITA  | Silvio Martinello Marco Villa    | 15     |

#### 4000 m Mannschaftsverfolgung
| Platz | Land | Athleten                                                                     | Zeit              |
| ----- | ---- | ---------------------------------------------------------------------------- | ----------------- |
| 1     | GER  | Robert Bartko Daniel Becke Guido Fulst Jens Lehmann Olaf Pollack             | 3:59,710 min (WR) |
| 2     | UKR  | Oleksandr Fedenko Serhij Matwjejew Oleksandr Symonenko Serhij Tschernjawskyj | 4:04,520 min      |
| 3     | GBR  | Paul Manning Chris Newton Bryan Steel Bradley Wiggins Jonny Clay Rob Hayles  | 4:01,979 min      |

### Straße

#### Straßenrennen (239 km)
| Platz | Land | Athlet              | Zeit      |
| ----- | ---- | ------------------- | --------- |
| 1     | GER  | Jan Ullrich         | 5:29:08 h |
| 2     | KAZ  | Alexander Winokurow | + 9 s     |
| 3     | GER  | Andreas Klöden      | + 12 s    |

#### Einzelzeitfahren (48,69 km)
| Platz | Land | Athlet               | Zeit          |
| ----- | ---- | -------------------- | ------------- |
| 1     | RUS  | Wjatscheslaw Jekimow | 57:40,420 min |
| 2     | GER  | Jan Ullrich          | + 8 s         |
| 3     | USA  | Lance Armstrong      | + 34 s        |

Am 17. Januar 2013 wurde Lance Armstrong ( USA, + 34 s) die Bronzemedaille wegen Dopings aberkannt. Das IOC gab keinen alternativen Medaillengewinner bekannt.

### Mountainbike
Cross Country
| Platz | Land | Athlet           | Zeit         |
| ----- | ---- | ---------------- | ------------ |
| 1     | FRA  | Miguel Martinez  | 2:09:02,50 h |
| 2     | BEL  | Filip Meirhaeghe | 2:10:05,51 h |
| 3     | SUI  | Christoph Sauser | 2:11:21,00 h |

## Frauen

### Bahn

#### Sprint
| Platz | Land | Athletin          |
| ----- | ---- | ----------------- |
| 1     | FRA  | Félicia Ballanger |
| 2     | RUS  | Oxana Grischina   |
| 3     | UKR  | Iryna Janowytsch  |

#### 500 m Zeitfahren
| Platz | Land | Athletin          | Zeit          |
| ----- | ---- | ----------------- | ------------- |
| 1     | FRA  | Félicia Ballanger | 34,140 s (OR) |
| 2     | AUS  | Michelle Ferris   | 34,696 s      |
| 3     | CHN  | Jiang Cuihua      | 34,768 s      |

#### 3000 m Einerverfolgung
| Platz | Land | Athletin                      | Zeit         |
| ----- | ---- | ----------------------------- | ------------ |
| 1     | NED  | Leontien Zijlaard-van Moorsel | 3:33,360 min |
| 2     | FRA  | Marion Clignet                | 3:38,751 min |
| 3     | GBR  | Yvonne McGregor               | 3:38,850 min |

#### Punktefahren
| Platz | Land | Athletin                      | Punkte |
| ----- | ---- | ----------------------------- | ------ |
| 1     | ITA  | Antonella Bellutti            | 19     |
| 2     | NED  | Leontien Zijlaard-van Moorsel | 16     |
| 3     | RUS  | Olga Sljussarewa              | 15     |

### Straße

#### Straßenrennen (120 km)
| Platz | Land | Athletin                      | Zeit      |
| ----- | ---- | ----------------------------- | --------- |
| 1     | NED  | Leontien Zijlaard-van Moorsel | 3:06:31 h |
| 2     | GER  | Hanka Kupfernagel             | ~         |
| 3     | LTU  | Diana Žiliūtė                 | ~         |

#### Einzelzeitfahren (44,56 km)
| Platz | Land | Athletin                      | Zeit          |
| ----- | ---- | ----------------------------- | ------------- |
| 1     | NED  | Leontien Zijlaard-van Moorsel | 42:00,781 min |
| 2     | USA  | Mari Holden                   | + 37 s        |
| 3     | FRA  | Jeannie Longo-Ciprelli        | + 52 s        |

### Mountainbike
Cross Country
| Platz | Land | Athletin          | Zeit         |
| ----- | ---- | ----------------- | ------------ |
| 1     | ITA  | Paola Pezzo       | 1:49:24,38 h |
| 2     | SUI  | Barbara Blatter   | 1:49:51,42 h |
| 3     | ESP  | Margarita Fullana | 1:49:57,39 h |